# محمداکرم عثمان

دکتور محمد اکرم عثمان

محمداکرم عثمان ادیب داستان‌نویس و دکلمه‌گوی از افغانستان بود.

## زندگی‌نامه
او در سال ۱۳۱۶ در شهر هرات از مادر کنیز هزاره و پدر پشتون متولد شد. پدرش غلام‌فاروق‌خان عثمان و پدربزرگش سپهسالار عثمان‌خان نام داشت. وی در رشتهٔ حقوق و علوم سیاسی تا درجه دکترا در دانشگاه تهران تحصیل نمود. او سال‌ها گوینده و نویسندهٔ برخی از برنامه‌های ادبی و اجتماعی رادیو-تلویزیون افغانستان بوده و مدتی هم مسؤلیت ادارهٔ هنر و ادبیات آن مؤسسه را برعهده داشته است. بعضی از داستان‌های وی نظیر «مردها را قول است» و «دریاب خان» توسط سینماگران افغانستان به فیلم درآمده است.
همین‌طور دوره‌ای در آکادمی علوم افغانستان به عنوان مسؤل انستیتوهای تاریخ حضور داشت. سپس در پست‌های مختلف وزارت خارجه افغانستان به عنوان کنسول افغانستان در شهر دوشنبه تاجیکستان و کاردار سفارت افغانستان در تهران کار کرده است.
پس از سقوط رژیم کمونیستی و آغاز درگیری‌ها در کابل وی به کشور سوئد پناهنده شد و تا آخر عمر آنجا زندگی کرد. او دو پسر و یک دختر داشت.
اکرم عثمان در شامگاه پنجشنبه، ۱۱ اوت ۲۰۱۶ در سوئد درگذشت.

## آثار
محمداکرم عثمان در داستان‌نویسی و کار تحقیقاتی آثاری منتشر کرده است.

### آثار داستانی

#### داستان کوتاه
- وقتی نی‌ها گل می‌کنند، [بی‌جا]: انجمن نویسندگان، ۱۳۶۴
- درز دیوار، [بی‌جا]: مؤسسهٔ چاپ بیهقی، ۱۳۶۶
- قحط سالی، سوئد، کلوب قلم افغان‌ها، اکتبر ۱۳۸۲

همین‌طور شماری از داستان‌های کوتاه اکرم عثمان به زبان‌های آلمانی، روسی، سوئدی، بلغاری و الفبای سیریلیک (در تاجیکستان) به نشر رسیده است.

#### رمان
- مرداره قول است، کابل، انجمن نویسندگان افغانستان، ۱۳۶۷[۴]
- کوچهٔ ما (۲ جلدی)، تهران: محمدابراهیم شریعتی افغانستانی (عرفانی)، ۱۳۸۸[۵]

### آثار پژوهشی
- شیوهٔ تولید آسیایی و نظریهٔ فرماسیونی تاریخ، [بی‌جا]، آکادمی علوم افغانستان، ۱۳۶۸
- روابط دیپلوماسی افغانستان و اتحاد شوروی (پایان‌نامهٔ دورهٔ دکتری)، تهران: دانشکدهٔ حقوق و علوم سیاسی دانشگاه تهران، ۱۳۵۱
- مقدمه‌ای بر چگونگی نهضت‌های مشروطه‌خواهی، آمریکا:[بی‌جا]: هفته‌نامهٔ امید، ۱۳۶۷
- چگونگی تحول تاریخ در خاور زمین، هلند/[بی‌جا]: دوهفته‌نامهٔ صریر، ۱۳۷۵ (همین‌طور: آمریکا:[بی‌جا]: هفته‌نامهٔ امید)